# Балаши (Саратовская область)
Балаши — село в Озинском районе Саратовской области, административный центр сельского поселения Балашинское муниципальное образование. Первоначально известно как хутор Балашов 2-й

## География
Село расположено на левом берегу реки Большой Камышлак, примерно в 26 км по прямой северо-восточнее районного центра посёлка Озинки (30 км по автодорогам).

## История
Хутор Балашов 2-й при реке Камышлак упоминается в Списке населённых мест Российской империи по сведениям за 1859 год. Хутор относился к Новоузенскому уезду Самарской губернии. После крестьянской реформы хутор отнесён к Натальинской волости. В 1889 году в сельце Балаши (Камышлак) проживал 141 житель, в сельце имелись церковь и ветряная мельница, за жителями было закреплено 516 десятин удобной земли. 
Согласно Списку населённых мест Самарской губернии 1910 года в селе проживало 156 мужчин и 169 женщин, бывшие помещичьи крестьяне, преимущественно русские, православные, имелись церковь, земская школа, 2 ветряные мельницы, приёмный покой.
В 1919 году в составе Новоузенского уезда село включено в состав Саратовской губернии.

## Население
Динамика численности населения по годам:
| Годы      | 1859 | 1889 | 1910 | 2002 |
| --------- | ---- | ---- | ---- | ---- |
| Население | 82   | 141  | 325  | 932  |

| 2002 | 2010 |
| ---- | ---- |
| 930  | ↘778 |